# Lakkolit

Lakkolit

Lakkolit (av grekiska lakkos, fördjupning, cistern, och lithos, sten) är en bildning av en vulkanisk bergart som i smältflytande tillstånd, utan att nå fram till jordytan, i större mängd inpressats i jordskorpan mellan äldre fasta bergarter, vilka den åtskilt och uppressat, så att de bildar ett valvformigt tak över den stelnade eruptivmassan.
Den amerikanske geologen G. K. Gilbert var den förste som beskrev (och namngav) lakkoliter i Henry Mountains i Utah. De befanns senare vara en relativt vanlig form för på djupet stelnade eruptivmassors uppträdande inom jordskorpan.